# Andalousite
Pour les articles homonymes, voir Al2SiO5.
L’andalousite est une espèce minérale du groupe des silicates sous-groupe des nésosubsilicates, de formule Al2SiO5 avec des traces de Fe; Mn; Ti; Cu; Mg; K. Le disthène et la  sillimanite sont les trimorphes de l'andalousite. L'andalousite est souvent altérée en surface en damourite ; elle forme une série avec la kanonaïte.

## Inventeur et étymologie
Elle est décrite pour la première fois en 1789 par Jacques Louis de Bournon sur des échantillons de roches granitiques d'Imbert près de Montbrison dans le Forez sous le nom de « feldspath adamandin d'un rouge violet » ; mais c'est Jean-Claude Delamétherie qui donnera le nom de cette espèce en 1798. Elle est dédiée à l’Andalousie, lieu d'origine supposée des échantillons étudiés par Delamétherie. Paradoxalement, ces échantillons provenaient de El Cardoso de la Sierra, localité de la province de Guadalajara et non d'Andalousie comme le pensait l'auteur.

## Cristallographie
- Paramètres de la maille conventionnelle : a = 7,79 Å; b = 7,90 Å; c = 5,56 Å; Z = 4 ; V = 342,17 Å3
- Densité calculée = 3,15

## Cristallochimie

### Groupe de la sillimanite
L'andalousite fait partie du groupe de la sillimanite :
- Andalousite
- Sillimanite
- Kanonaïte
- Disthène
- Mullite
- Krieselite

## Variétés

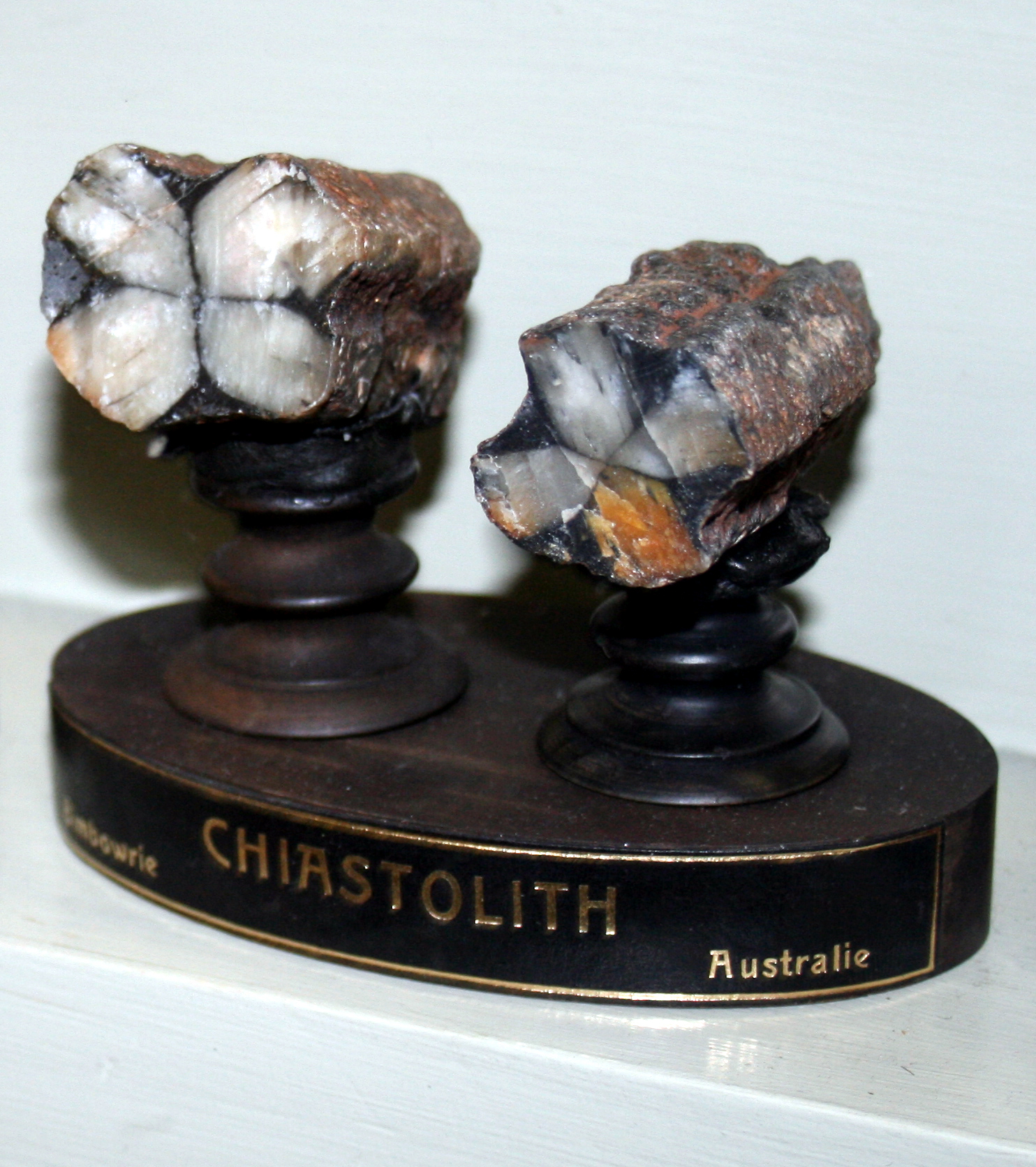
Chiastolites Australiennes

### Chiastolite
La chiastolite ou chiastolithe (du grec χιαστός / khíastos, « marqué d'une croix ») est une andalousite contenant des inclusions sombres de carbone ou d'argile formant un X ou une croix en section. Cette variété portait autrefois le nom de macle (du latin macula, « tache ») ; ce nom s'est conservé en héraldique. Elle a été découverte par Jean-Claude Delamétherie, un naturaliste, minéralogiste, géologue et paléontologue français du XVIIIe siècle.
Il existe de très nombreux gisements dans le monde.
- France 
Finistère,
Parc-au-Duc, Plourin-lès-Morlaix
Le Mur, Plouigneau

Synonymes de chiastolite :
- crucite  (Delamétherie 1797)[4] ;
- crusite (déformation anglophone de crucite) [5] ;
- macle ;
- maltesite, une variété de chiastolite trouvée au nord du lac Ladoga dans l'Est de la Finlande et dénommée par le minéralogiste J. J. Sederholm d'après la croix de Malte que dessine le minéral[6].

### Viridine ou viridite
Variété manganésifère d'andalousite de formule idéale (Al,Mn3+)2[O|SiO4]. De couleur verte, son nom lui a été donné par Jules Gosselet d'après le latin viridis (vert). Elle présente plusieurs occurrences dans le monde :
- Allemagne

Mangangruben, Kirchberg, Nieder-Ramstadt, Odenwald, HesseS. Weiß: "Mineralfundstellen, Deutschland West", Weise (Munich), 1990
- Belgique

Le Coreux, Salm-Château, Vielsalm, Massif de Stavelot, Province de Luxembourg
- États-Unis

Squaw Peak, Phoenix Mts, Phoenix, comté de Maricopa, Arizona
Kiowa Mountain, comté de Rio Arriba et Picuris District, comté de Taos; Nouveau-Mexique
- Suède

Tjatisvare, Ultevis, Lappland
Västanå, Näsum, Bromölla et  Rävahallen, Vånga, Kristianstad,Skåne

Synonyme de viridine
gosseletite  (Jean Anten 1913) dédié au géologue français Jules Gosselet
manganandalousite

## Galerie

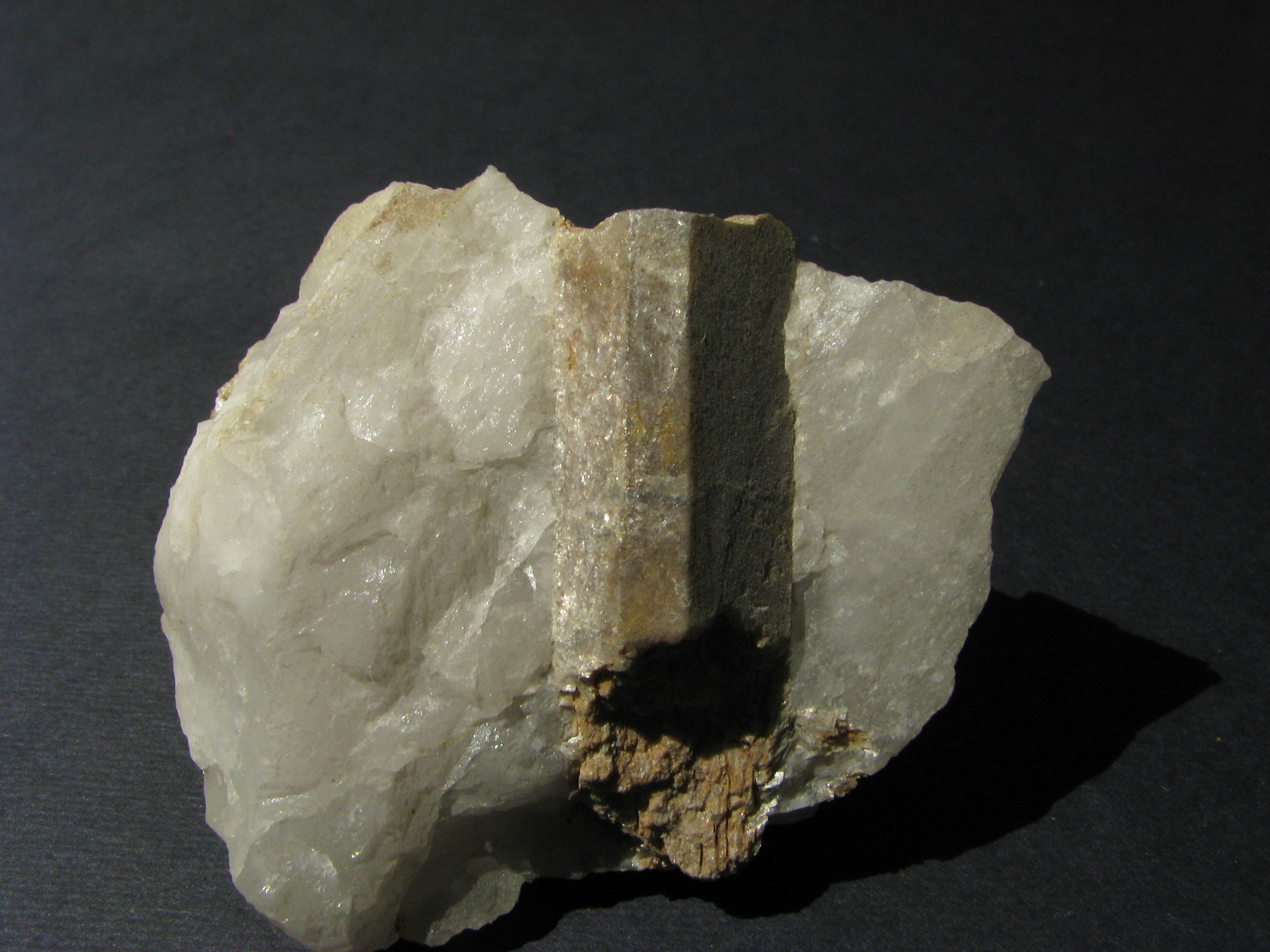
Andalousite - Lucomagno Suisse - (XX6cm)
Trimorphisme 1) Disthène, 2) Andalousite, 3)Sillimanite X) Température (Celsius), Y) Pression (Kbar)
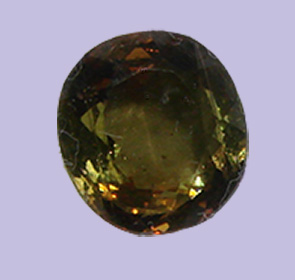
Andalousite gemme taillée
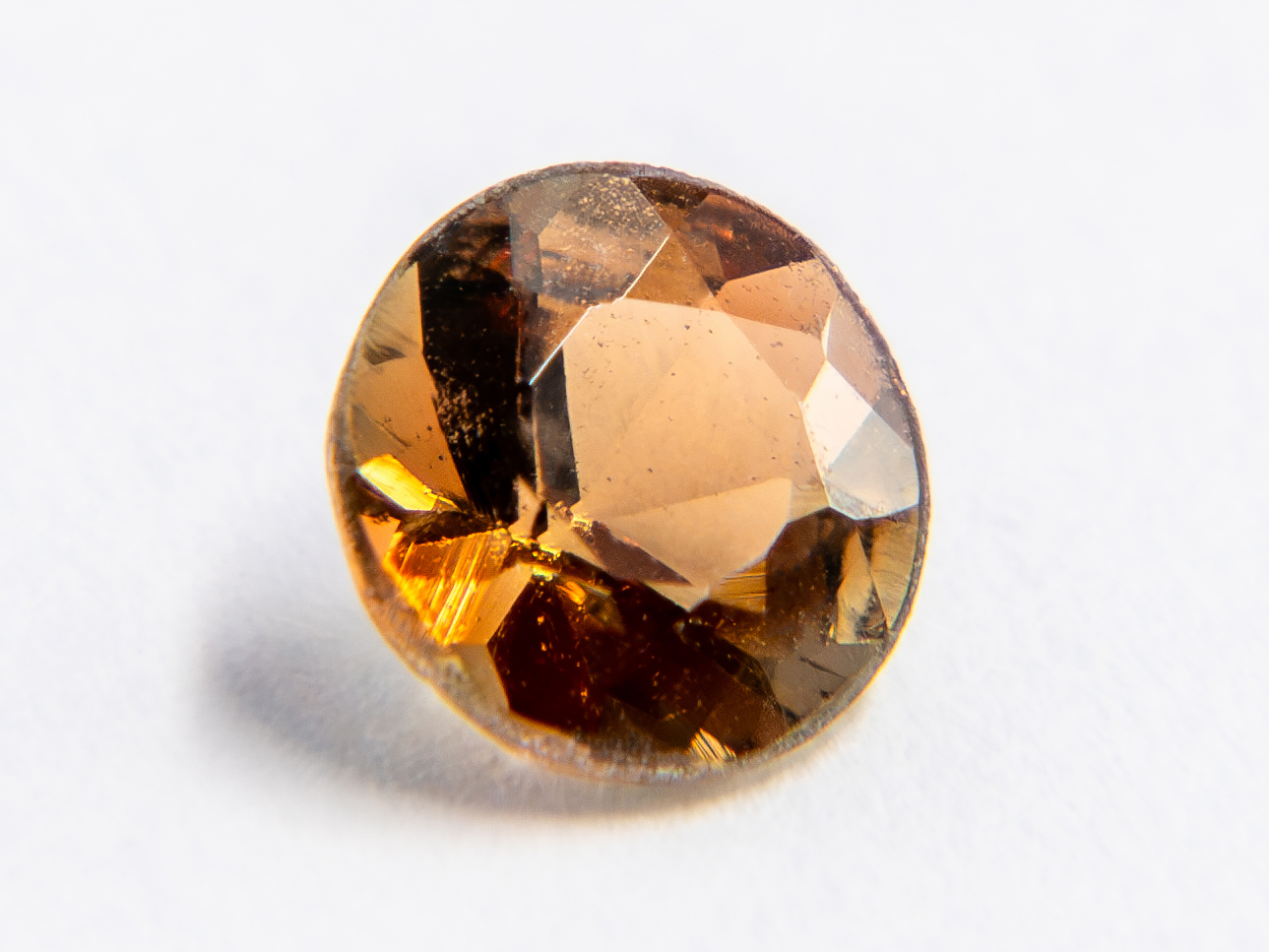
Andalousite gemme taillée

## Synonymie
- andalusite (terme anglais) : déformation du nom andalousite donné par Delamétherie.
- andaluzite (terme hispanique) : déformation du nom andalousite donné par Delamétherie.
- apyre ou feldspath apyre (René Just Haüy) 1801[9]. Nommé par sa résistance au feu.
- crucite (Cf.chiastolite)
- jamesonite (S. Léman minéralogiste français, conservateur du cabinet d’Étienne-Gilbert de Drée) [10]
- lohestite (Jean Anten, minéralogiste belge, 1913, dédiée au géologue belge Max Lohest). Ce terme donné comme un synonyme d'andalousite est en fait un synonyme de kaolinite[11].
- macle (Cf.chiastolite)
- micaphyllite ou plus correctement micaphilite (Joseph Brunner[12]) [13]
- spath adamantin (Jacques Louis de Bournon 1789) [14]
- stanzaïte (Flurl) : dénommé d'après la montagne de Stanzen en Bavière[15].

## Gemmologie
Les spécimens gemmes sont très rares et fortement dichroïques, apparaissant verts ou rougeâtres suivant l'angle sous lequel on les observe. On les trouve dans l'État du Minas Gerais au Brésil et aussi à Mogok, en Birmanie.

## Gîtologie
L'andalousite est un minéral typique du métamorphisme de contact, rencontré fréquemment dans le métamorphisme régional (schiste et gneiss). On le trouve également dans certaines pegmatites ou filons quartz-andalousite. 
En Bretagne, la mine à ciel ouvert de Glomel (Côtes-d'Armor) extrait chaque année 60 000 tonnes d'andalousite soit environ 25 % de la production mondiale.

### Altérations
L'andalousite est un minéral relativement stable se retrouvant dans les roches détritiques. Il peut être remplacé par des minéraux phylliteux (muscovite, séricite).

### Minéraux associés
- cordiérite, corindon, disthène, grenat, sillimanite, tourmaline, les micas.

## Gisements remarquables
- Allemagne

Schießhaus, Katharinenberg, Wunsiedel, Fichtelgebirge, Franken, Bavière
- Autriche

Vallée de Lizens (Lüsenser Tal), Sellraintal, Tyrol
- Belgique

La Helle (Herzogenhügel), Ternell, Eupen, et Recht Province de Liège
- Québec Canada

Mines Bousquet No. 1 & No. 2, Preissac, Abitibi, Abitibi-Témiscamingue 
- États-Unis

Bare Hill Pond locality, Harvard, Comté de Worcester., Massachusetts
- France

La Gourcie, Ceilloux, Puy-de-Dôme, Auvergne
Mine de Coustou, Vielle Aure, Vallée de l'Aure, Hautes-Pyrénées, Midi-Pyrénées
Mine de Glomel, mine d'andalousite de Glomel, Bretagne (le minerai y est appelé localement "kerphalite")

## Utilisations
L’andalousite est un minéral réfractaire disposant d’une excellente résistance aux chocs thermiques. L’andalousite est ainsi utilisée dans les industries métallurgiques (fer, aluminium), cimentières, céramiques et verrières, où elle est le plus souvent mise en œuvre sous forme de briques réfractaires.